# Taça Ariano Suassuna
La Copa Ariano Suassuna es una competición internacional de fútbol interclubes, de carácter amistoso, promovida anualmente durante la pretemporada por el Sport Club del Recife en Brasil.
La competición es realizada en enero, marcando el inicio de la temporada de fútbol en Pernambuco. Su nombre es un homenaje a Ariano Suassuna. Fue inaugurada en 24 de enero de 2015, con el embate entre Sport y Nacional de Uruguay, vencido por el equipo brasileño por 2 x 1, en la Arena Pernambuco. La copa del torneo tuvo su design creado pela hijo del homenajeado, el artista plástico Dantas Suassuna.
En la segunda edición, en 24 de enero de 2016, esta vez en la Isla del Retiro, el Sport nuevamente quedó con el título, con una victoria por 2 x 0 sobre el Argentinos Juniors. La partida también fue un acuerdo por la transferencia del delantero colombiano Reinaldo Lenis, que salió del club argentino para actuar en el Campeón Brasileño de 1987.
En la edición de 2017, ocurrida el día 22 de enero, el Sport recibió el The Strongest, de Bolivia, club antecesor y sucesor de Alejandro Chumacero, que tuvo pasaje por el León de la Isla en 2013 y fue una de las atracciones de la partida. Por la tercera vez consecutiva el rubro-negro pernambucano conquistó la Copa Ariano Suassuna. Después del empate por 1 x 1 el tiempo normal, hubo el primero desempate en los penaltis, con el León de la Isla venciendo por 4 x 2. El tetra, en 2018, vino con una victoria sobre el Atlético Tucumán, vicecampeón de la Copa Argentina y clasificado a la Libertadores de la temporada.

## Ediciones
| Edición | Año  | Campeón | Resultado         | Vice                | Público | Ingresos   | Estadio          |
| ------- | ---- | ------- | ----------------- | ------------------- | ------- | ---------- | ---------------- |
| 1       | 2015 | Sport   | 2–1               | Nacional            | 22.356  | R$ 547.250 | Arena Pernambuco |
| 2       | 2016 | Sport   | 2–0               | Argentinos Juniors[ | 8.909   | R$ 216.865 | Isla del Retiro  |
| 3       | 2017 | Sport   | (4) 1–1 (2) (pen) | The Strongest       | 7.956   | R$ 130.220 | Arena Pernambuco |
| 4       | 2018 | Sport   | 2–0               | Atlético Tucumán    | 4.933   | R$ 90.475  | Isla del Retiro  |

## Títulos por club
| Equipo             | Títulos | Subtítulos |
| ------------------ | ------- | ---------- |
| Sport Recife       | 4       | 0          |
| Nacional           | 0       | 1          |
| Argentinos Juniors | 0       | 1          |
| The Strongest      | 0       | 1          |
| Atlético Tucumán   | 0       | 1          |